# Волковский (Новосибирская область)
Волковский — посёлок в Чулымском районе Новосибирской области. Входит в состав Иткульского сельсовета.

## География
Площадь посёлка — 29 гектаров.

## Население
| 2002 | 2007 | 2010 |
| ---- | ---- | ---- |
| 71   | ↘18  | ↘13  |

## Инфраструктура
В посёлке по данным на 2007 год отсутствует социальная инфраструктура.